# Stephen Foster
Stephen Collins Foster (4. července 1826 - 13. ledna 1864), známý také jako „otec americké hudby“, byl americký skladatel písní. Napsal jich více než 200, mimo jiné „Oh! Susanna“, „Hard Times Come Again No More“, „Camptown Races“, „Old Folks at Home“ („Swanee River“), „My Old Kentucky Home“, „Jeanie with Light Brown Hair“,„Old Black Joe“ a „Beautiful Dreamer“. Mnoho jeho skladeb zůstává dodnes populárních. Většina jeho hudebních rukopisů je ztracena.